# مورگنروت-راوتنکرانتس
مورگنروت-راوتنکرانتس (به آلمانی: Morgenröthe-Rautenkranz) یک منطقهٔ مسکونی در آلمان است که در Muldenhammer واقع شده‌است. مورگنروت-راوتنکرانتس  ۸۵۱ نفر جمعیت دارد.